# Patrie!
Patrie! és una òpera de 1886 en llengua francesa de cinc actes i sis quadres, amb música d'Émile Paladilhe sobre un llibret de Victorien Sardou i Louis Gallet que està basat en una novel·la homònima de Sardou de 1869, també en 5 actes, sobre un revolta popular del segle xvi dels flamenc nobles de Brussel·les. L'òpera fou l'èxit més important de Paladilhe, sent una de les últimes en l'estil de l'òpera gran estrenada a l'Òpera de París.

## Historial de representacions
L'òpera es va estrenar el 16 de desembre de 1886 al teatre d'òpera del Palais Garnier de París. La mise-en-scène va córrer a càrrec de Pierre Gailhard i la coreografia de Louis Merante. L'últim cop en representar-se al Palai Garnier va tenir lloc el 9 d'agost de 1919, en la seva 93a representació.
L'òpera va ser també representada fora de França: a Praga (el 28 d'abril de 1887), a Gant (el 25 de gener de 1888), a Anvers (el 6 de març de 1888), a Roma (el 23 de novembre de 1889, en italià i amb el títol de Patria!), a Hamburg (l'1 de gener de 1890, en alemany), a Amsterdam (l'1 de setembre de 1898, en holandès), a Ginebra (el 19 de febrer de 1901) i a Brussel·les (el 10 de setembre de 1931).
Es va representar també al teatre La Scala de Milà, en la temporada de Quaresma de 1894-1895, també en italià, amb traducció del llibretista i compositor Angelo Zanardini.

## Personatges

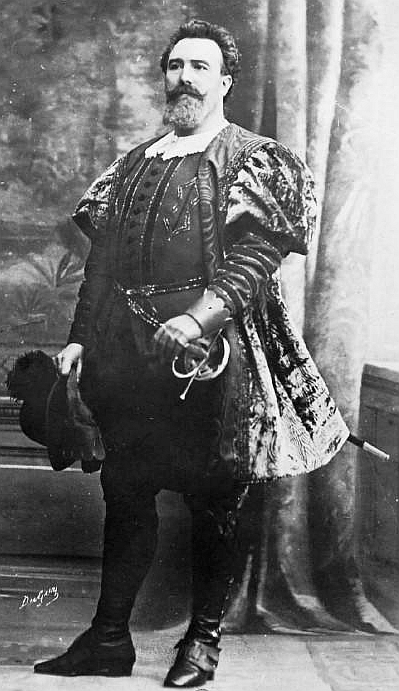
Francisque Delmas com el Comte de Rysoor en la reestrena parisenca de 1907

| Rol                           | Tessitura | Intèrprets Estrena, 16 de desembre de 1886 Director: Jules Garcin |
| ----------------------------- | --------- | ----------------------------------------------------------------- |
| Delorès                       | soprano   | Gabrielle Krauss                                                  |
| Rafaela                       | soprano   | Rosa Bosman                                                       |
| Comte de Rysoor               | baríton   | Jean Lassalle                                                     |
| Karloo                        | tenor     | Valentin Duc                                                      |
| Duc d'Alba                    | baix      | Édouard de Reszke                                                 |
| La Trémoïlle                  | tenor     | Muratet                                                           |
| Jonas                         | baríton   | Bérardi                                                           |
| Noircarmès                    | baix      | Auguste Dubulle                                                   |
| Rincon                        | baix      | Sentein                                                           |
| Vargas                        | tenor     | Étienne Sapin                                                     |
| Delrio                        | baix      | Crépeaux                                                          |
| Soldats, gent del poble, etc. |           |                                                                   |

## Sinopsi argumental
Lloc: Brussel·les, 1568, sota domini espanyol.
El duc d'Alba, digne lloctinent de l'implacable Felip II, i la Inquisició pengen, decapiten o cremen vius flamencs protestants com a heretges. La revolta flamenca és permanentment oprimida. El Comte de Rysoor alimenta una insurrecció per acabar amb els espanyols amb l'ajut de Guillem d'Orange-Nassau. La seva dona, Dolorès, és l'amant de l'amic de Rysoor, Karloo, capità de la guàrdia. Rysoor s'assabenta que ha estat traït i li diu a Dolorès que matarà el seu amant. Per salvar-lo, Dolorès traeix la conspiració contra els espanyols. Rysoor salva la vida de Karloo amb la condició de que ell matarà el traïdor, sigui qui sigui. Karloo captura la dona infame, la mata i prepara una pira amb els líders de la revolta.

## Enregistraments
- "Pauvre martyr obscur", ària de baríton de Rysoor
- "Ah! Maintenant à moi!", duet de Dolorès i Rysoor